# Татнинов
Татнинов — хутор в Пролетарском районе Ростовской области.
Входит в состав Огневского сельского поселения.

## География
Хутор расположен на граница Пролетарского и Мартыновского районов Ростовской области в пределах Сальско-Манычской гряды, субширотного продолжения Ергенинской возвышенности, относящейся к Восточно-Европейской равнине, по левой стороне балки Мокрая Ряска (бассейн реки Сал). Рельеф местности — холмисто-равнинный. В балке Мокрая Ряска имеются пруды. Почвы — чернозёмы южные.
По автомобильной дороге расстояние до Ростова-на-Дону составляет 230 км, до районного центра города Пролетарск — 57 км, до административного центра сельского поселения хутора Ганчуков — 14 км.
Часовой пояс
Татнинов, как и вся Ростовская область, находится в часовой зоне МСК (московское время). Смещение применяемого времени относительно UTC составляет +3:00.

## История
Основан в 1915 году как временное поселение в юрте калмыцкой станицы Батлаевской Сальского округа Области Войска Донского, в 9 км к юго-востоку от станицы. Название происходит от калмыцкой фамилии Татниновы.
В результате Гражданской войны калмыцкое население резко сократилось, оставшееся население переселилось на территорию образованной в 1920 году Калмыцкой АО. Согласно первой Всесоюзной переписи населения 1926 года население хутора составило 399 человек, все — великороссы.
Тем не менее, в 1929 году хутор был включён в состав Калмыцкого района Сальского округа Северо-Кавказского края (с 1937 года — Ростовской области). В марте 1944 года в связи с ликвидацией Калмыцкого района, хутор был включён в состав Пролетарского района Ростовской области.

## Население
Динамика численности населения
| 1915 | 1926 |
| ---- | ---- |
| 149  | 399  |

| 2010 |
| ---- |
| 352  |

## Улицы
- ул. 8 Марта,
- пер. Красный,
- ул. Лесная,
- ул. Первомайская,
- ул. Чабанская точка 7,
- ул. Чабанская точка 8,
- ул. Чабанская точка 9,
- ул. Чабанская точка 10,
- ул. Чабанская точка 11.